# Driedaagse van West-Vlaanderen
De Driedaagse van West-Vlaanderen (ook wel Johan Museeuw Classics) was een driedaagse wielerwedstrijd in de Belgische provincie West-Vlaanderen. De wedstrijd werd sinds 2003 georganiseerd, maar was een feitelijke voortzetting van de Guldensporentweedaagse (1999-2002) die op zijn beurt een voortzetting was van de eendaagse koers Omloop der Vlaamse Ardennen-Ichtegem (1945-1998). De wedstrijd werd jaarlijks gereden in het begin van maart.
De wedstrijd bestond vroeger uit drie ritten die ieder jaar min of meer hetzelfde waren:
Rit 1: Kortrijk - Bellegem
Rit 2: Handzame Koerse (Torhout - Handzame)
Rit 3: Omloop der Vlaamse Ardennen (Middelkerke - Ichtegem)
Sinds 2011 werd Handzame Koerse, onder de naam Handzame Classic, een zelfstandige UCI 1.1 wedstrijd. Sedertdien was het rittenschema dan ook aangepast. Er werd de eerste dag een proloog afgewerkt in Middelkerke. Op de tweede dag volgde een rit met start in Brugge. De derde dag volgde dan de klassieke Omloop der Vlaamse Ardennen met aankomst in Ichtegem.
Na 2016 werd de Driedraagse van West-Vlaanderen een eendagswielerwedstrijd met de naam Dwars door West-Vlaanderen. De eerste editie werd gewonnen door Jos van Emden.

## Lijst van winnaars

### Meervoudige winnaars
Renners in cursief gedrukt zijn renners die nu nog actief zijn.
| Overwinningen | Renner           | Land      | Jaren      |
| ------------- | ---------------- | --------- | ---------- |
| 2             | Gustaaf De Smet  | België    | 1963, 1967 |
| 2             | Patrick Sercu    | België    | 1974, 1975 |
| 2             | Wilfried Peeters | België    | 1996, 1999 |
| 2             | Erik Dekker      | Nederland | 2001, 2002 |
| 2             | Niko Eeckhout    | België    | 1993, 2006 |

### Overwinningen per land
| Overwinningen | Land                                |
| ------------- | ----------------------------------- |
| 51            | België                              |
| 12            | Nederland                           |
| 2             | Denemarken, Estland, Frankrijk      |
| 1             | Duitsland, Luxemburg, Nieuw-Zeeland |